# El Romeral, Michoacán de Ocampo
El Romeral är en ort i Mexiko.   Den ligger i kommunen Lagunillas och delstaten Michoacán de Ocampo, i den södra delen av landet, 240 km väster om huvudstaden Mexico City. El Romeral ligger 2 141 meter över havet och antalet invånare är 400.
Terrängen runt El Romeral är huvudsakligen kuperad, men åt sydost är den platt. Runt El Romeral är det tätbefolkat, med 493 invånare per kvadratkilometer. Närmaste större samhälle är Acuitzio del Canje, 12,9 km sydost om El Romeral. I omgivningarna runt El Romeral växer huvudsakligen savannskog.